# Blankenberg
Blankenberg es un municipio situado en el distrito de Ludwigslust-Parchim, en el estado federado de Mecklemburgo-Pomerania Occidental (Alemania), a una altitud de 20 metros. Su población a finales de 2016 era de 379 habs. y su densidad poblacional, 18 hab/km².
Se encuentra ubicado junto a la frontera con los distritos de Mecklemburgo Noroccidental y distrito de Rostock.